# Bulgan (provinshuvudstad)
Bulgan (mongoliska: Булган) är ett distrikt och en provinshuvudstad i Mongoliet. Den ligger i provinsen Bulgan, i den centrala delen av landet, 260 km väster om huvudstaden Ulan Bator. Bulgan ligger 1 204 meter över havet och antalet invånare är 17 348.
Terrängen runt Bulgan är kuperad åt sydost, men åt nordväst är den platt. Bulgan ligger nere i en dal.  Trakten runt Bulgan är nära nog obefolkad, med mindre än två invånare per kvadratkilometer. Trakten runt Bulgan består i huvudsak av gräsmarker.